# Adolf Eberle (Maler)

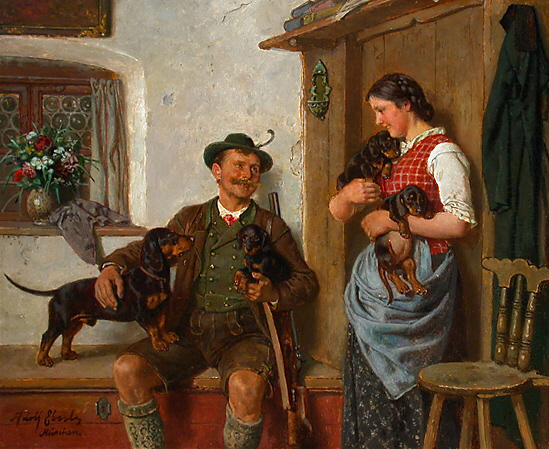
Adolf Eberle: Die Dackelfamilie mit Jäger und Magd

Adolf Eberle (* 11. Januar 1843 in München; † 24. Januar 1914 ebenda) war ein deutscher Genre- und Tiermaler.

## Leben
Eberle war der Sohn des Malers Robert Eberle. Er besuchte ab dem 11. Mai 1857 die Antikenklasse der Kunstakademie und trat 1860 in die Schule Karl Theodor von Pilotys ein. Er fertigte zunächst Gemälde mit Szenen aus dem Dreißigjährigen und Siebenjährigen Krieg wie die Feldschule im Wallensteinlager. Sein Gemälde Pfändung der letzten Kuh (radiert von William Unger) erinnerte vom Stil her an Peter Baumgartner, es fand in der Ausstellung großen Anklang. Anschließend kam in seinen Bildern der koloristiche und inszenierende Einfluss Pilotys zum Tragen. Beifall erntete auch sein 1879 bei der internationalen Ausstellung zu München gezeigtes Gemälde Erster Rehbock, ein Bild von ungewöhnlicher Wahrheit der Schilderung. Er orientierte sich bald stilistisch mehr an seinem Vater und kehrte zur Darstellung des oberbayerischen und tirolischen Bauernlebens zurück. Besonders die treuen Jagdgehilfen, etwa Hühnerhunde oder Dackel bildete er in seinen Werken ab.
Am 24. Januar 1914 verstarb Adolf Eberle im Alter von 71 Jahren in seiner Geburtsstadt München.

## Werke (Auswahl)
- Pfändung der letzten Kuh (1861)
- Der erste Behbock (1879)
- Nach der Taufe (1879)
- Aussichtsloser Versuch (1880)[4]
- Der Hochzeitszug (1882)[5]
- Der Brauttanz (1882)

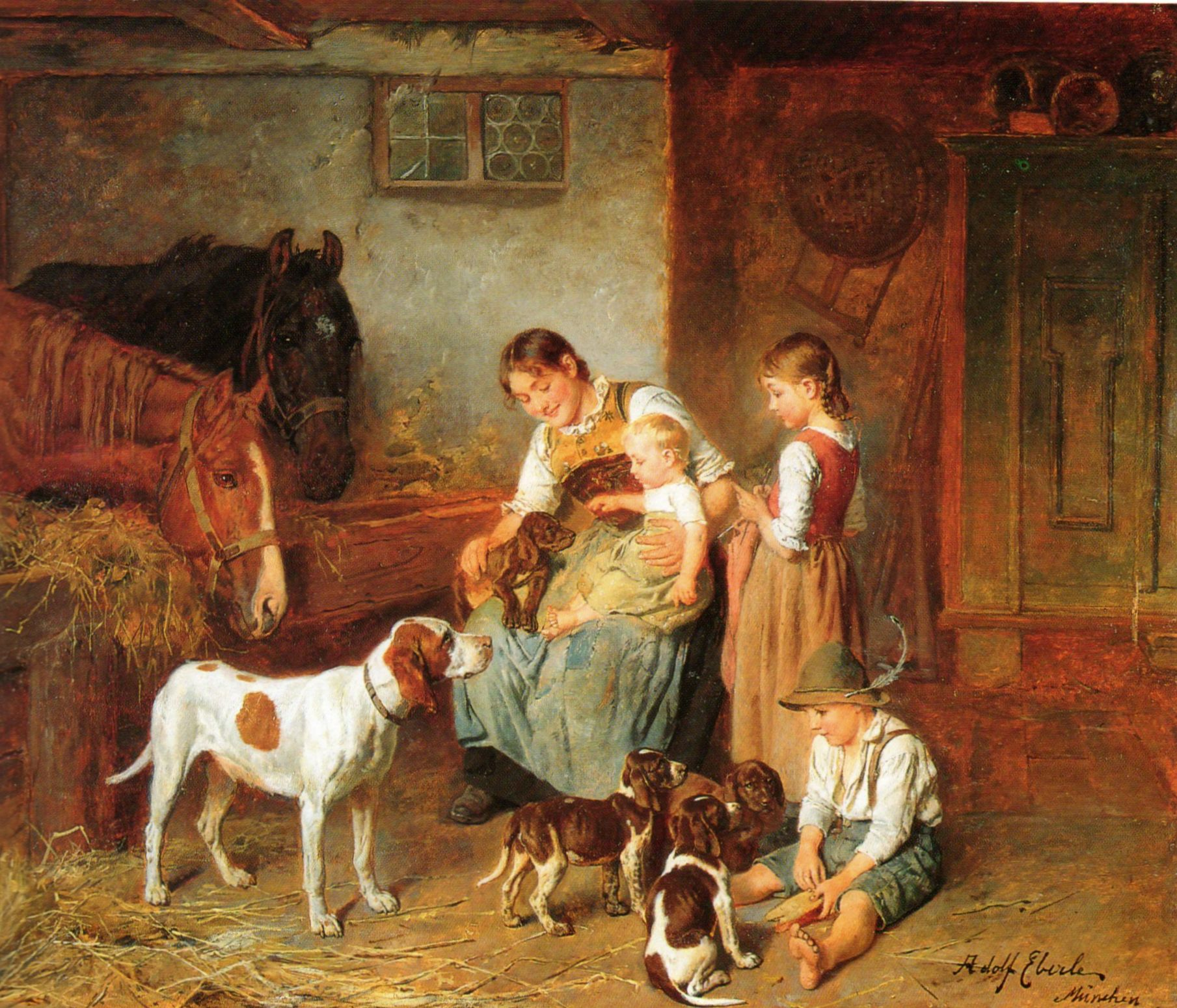
Familienglück oder im Hundestall

- Die verunglückte Musikprobe (1883)
- Im Hundestall (1884)
- Zitherunterricht (1884)
- Auf Besuch beim Großvater (1887)[6]
- Ein ungebetener Gast (1889)

## Würdigungen
Nach Eberle wurde 1952 die Eberlestraße in München-Solln benannt.